# Upgraded
Upgraded är en amerikansk romantisk komedifilm som hade premiär på Amazon Prime Video den 9 februari 2024. Filmen är regisserad av Carlson Young och filmens manus har skrivits av Christine Lenig, Luke Spencer Roberts och Justin Matthews.

## Handling
Filmen kretsar kring konstpraktikanten Ana som bjuds med på en sista minuten jobbresa till London av sin chef. På planet träffar hon den stilige och rika William.

## Rollista (i urval)
- Camila Mendes – Ana
- Archie Renaux – William
- Marisa Tomei – Claire Dupree
- Lena Olin – Catherine Laroche
- Anthony Head – Julian Marx
- Saoirse-Monica Jackson – Amy
- Rachel Matthews – Suzette
- Andrew Schulz
- Grégory Montel
- Thomas Kretschmann